# Mezcla racémica

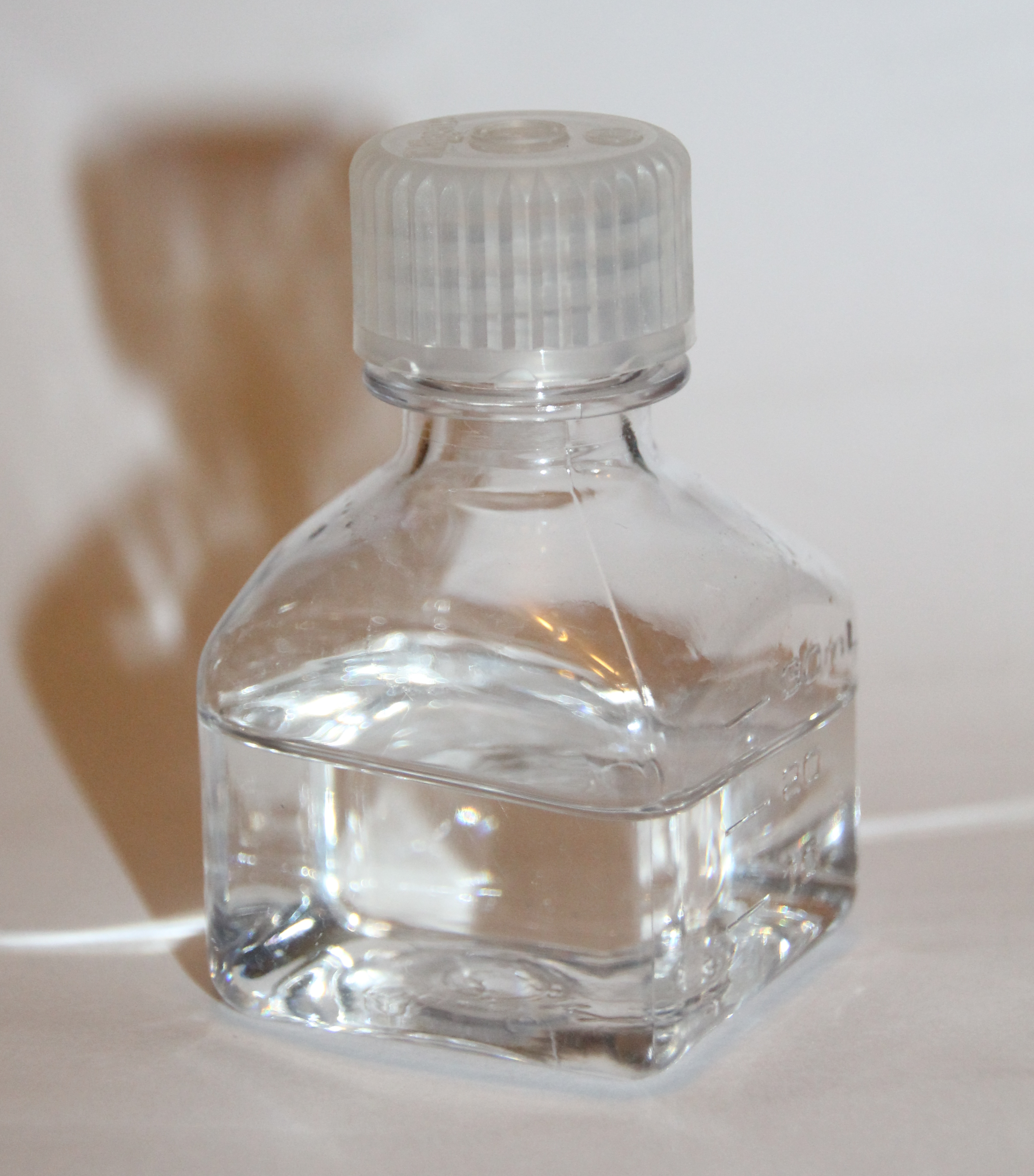
Mezcla racémica de ácido láctico

Una mezcla racémica o racemato es una mezcla en la cual dos compuestos químicos con actividad óptica, que guardan entre sí la relación de imágenes especulares, se encuentran en proporciones equivalentes. Es decir, los estereoisómeros l y d están presentes en la misma proporción (50%). La mezcla es ópticamente inactiva.

## Propiedades
Un enantiómero con un centro quiral, y actividad óptica puede hacer girar la luz polarizada en un grado constante, mientras que su equivalente opuesto lo haría en el sentido contrario. Una mezcla racémica con 50 % de cada uno de los isómeros cancelaría el giro de esta luz.
No todos los estereoisómeros presentan la propiedad de desviar la luz polarizada, aunque la mayoría de estos lo hace. Luis Pasteur fue el primero en descubrir esta propiedad en 1847 cuando solo contaba con 25 años de edad. Siendo la primera mezcla racémica la del ácido racémico.
Múltiples reacciones químicas orgánicas producen mezclas racémicas; sin embargo el uso de catalizadores modernos ha logrado obtener en mayor cantidad alguno de los productos deseados, como también lo es el caso de los catalizadores de Ziegler-Natta.
Es tarea de los químicos separar este tipo de mezclas, cuando se busca solo uno de los isómeros, esto se puede lograr con diferentes operaciones unitarias, incluyendo cristalización, separación de cristales. Sin embargo, es preferible lograr mecanismos de reacción que favorezcan la producción del producto deseado, pues las propiedades físicas de los enantiómeros son normalmente iguales.